# قعقعية
قعقعية أو قاقعية هي إحدى القرى اللبنانية من قرى قضاء صيدا في محافظة الجنوب.